# 種生物学会
特定非営利活動法人種生物学会（しゅせいぶつがっかい、英文名称：The Society for the Study of Species Biology）は、種生物学・進化生物学研究の発展・向上を図る目的で植物実験分類学シンポジウム準備会として発足、1980年に種生物学会に移行した学術団体。
事務局を東京都港区虎ノ門1-15-16海洋船舶ビル8階特定非営利活動法人CANPANセンター内に置いている。
　 

## 事業
- 学会誌その他出版物の刊行、学術集会等の開催など[1]

## 刊行物・出版物
- 英文誌 『PLANT SPECIES BIOLOGY』、和文誌 『種生物学研究』[2]
- 『種生物学会ニュースレター』